# Американски фиш
Американски фиш (Mareca americana) е вид птица от семейство Патицови (Anatidae).

## Разпространение и местообитание
Разпространен е в Американските Вирджински острови, Ангуила, Антигуа и Барбуда, Аруба, Барбадос, Бахамските острови, Белиз, Бермудските острови, Бонер, Синт Еустациус, Саба, Британските Вирджински острови, Венецуела, Гваделупа, Гватемала, Гуам, Доминика, Доминиканската република, Кайманови острови, Канада, Колумбия, Коста Рика, Куба, Кюрасао, Мартиника, Мексико, Монсерат, Никарагуа, Панама, Пуерто Рико, Русия, Салвадор, САЩ, Сейнт Винсент и Гренадини, Сейнт Китс и Невис, Сейнт Лусия, Сен Мартен, Сен Пиер и Микелон, Тринидад и Тобаго, Търкс и Кайкос, Хаити, Хондурас и Ямайка.